# Santa Elena de Jamuz
Santa Elena de Jamuz is een gemeente in de Spaanse provincie León in de regio Castilië en León met een oppervlakte van 62,34 km². Santa Elena de Jamuz telt 1.133 inwoners (1 januari 2016).